# William Readdy
William Francis Readdy (Quonset Point, 24 de janeiro de 1952) é um ex-astronauta norte-americano e ex-administrador associado do Departamento de Voos Espaciais da NASA. Um veterano com três viagens ao espaço a bordo dos ônibus espaciais, tem um total de 672 horas em órbita.
Formado em engenharia aeroespacial pela Academia Naval dos Estados Unidos, em Annapolis, e como piloto de testes pela Escola de Piloto de Teste Naval dos Estados Unidos, serviu no Atlântico Norte e no Mediterrâneo como piloto de jatos de combate no porta-aviões USS Forrestal entre 1976 e 1980. Depois de formado como piloto de teste instrutor, atividade que exerceu entre 1980 e 1984, foi novamente designado para serviço em porta-aviões, desta vez no USS Coral Sea. Em 1986, foi transferido para a reserva da Marinha como capitão, quando passou a trabalhar na NASA e como reservista passou a servir como piloto instrutor e comandante de unidade até sua aposentadoria da força naval em 2000. Ao encerrar sua carreira de aviador naval, tinha mais de sete mil horas de voos em dezenas de tipos de aviões e helicópteros e 550 aterrissagens registradas em porta-aviões.

## NASA
Readdy passou a integrar os quadros da NASA em 1986 como piloto de pesquisas, baseado em Ellington Field, Houston. Trabalhando como engenheiro, foi um dos administradores do programa de desenvolvimento do Boeing 747 modificado para transportar ônibus espaciais. Em 1987 foi selecionado para o treinamento como astronauta e após a formatura serviu em várias funções de apoio em terra além de servir como co-administrador do Departamento de Voos Espaciais, entre 2002 e 2005.
Ele foi três vezes ao espaço. A primeira em janeiro de 1992, na STS-42 Discovery, como especialista de missão; a segunda, como piloto, na STS-51 Discovery em setembro de 1993, e a última, como comandante, na STS-79 Atlantis, em setembro de 1996, na primeira acoplagem de um ônibus espacial com a estação espacial soviética Mir completamente construída.
Foi condecorado com, entre outras comendas, honrarias e diplomas, a Legião do Mérito' e a De la Vaulx Medal, outorgada pela Federação Aeronáutica Internacional.